# Imre Pulai
Imre Pulai (n. 14 noiembrie 1967, Budapesta, Republica Populară Ungară) este un canoist ce a reprezentat Ungaria, medaliat olimpic. A participat la 4 ediții ale Jocurilor Olimpice (1988, 1992, 1996, 2000) în care a câștigat o medalie de aur și o medalie de bronz.